# Miss Bengali
Pour plus de détails, voir Fiche technique et Distribution.
Miss Bengali (Less Than the Dust) est un film muet américain de John Emerson, sorti en 1916.

## Synopsis

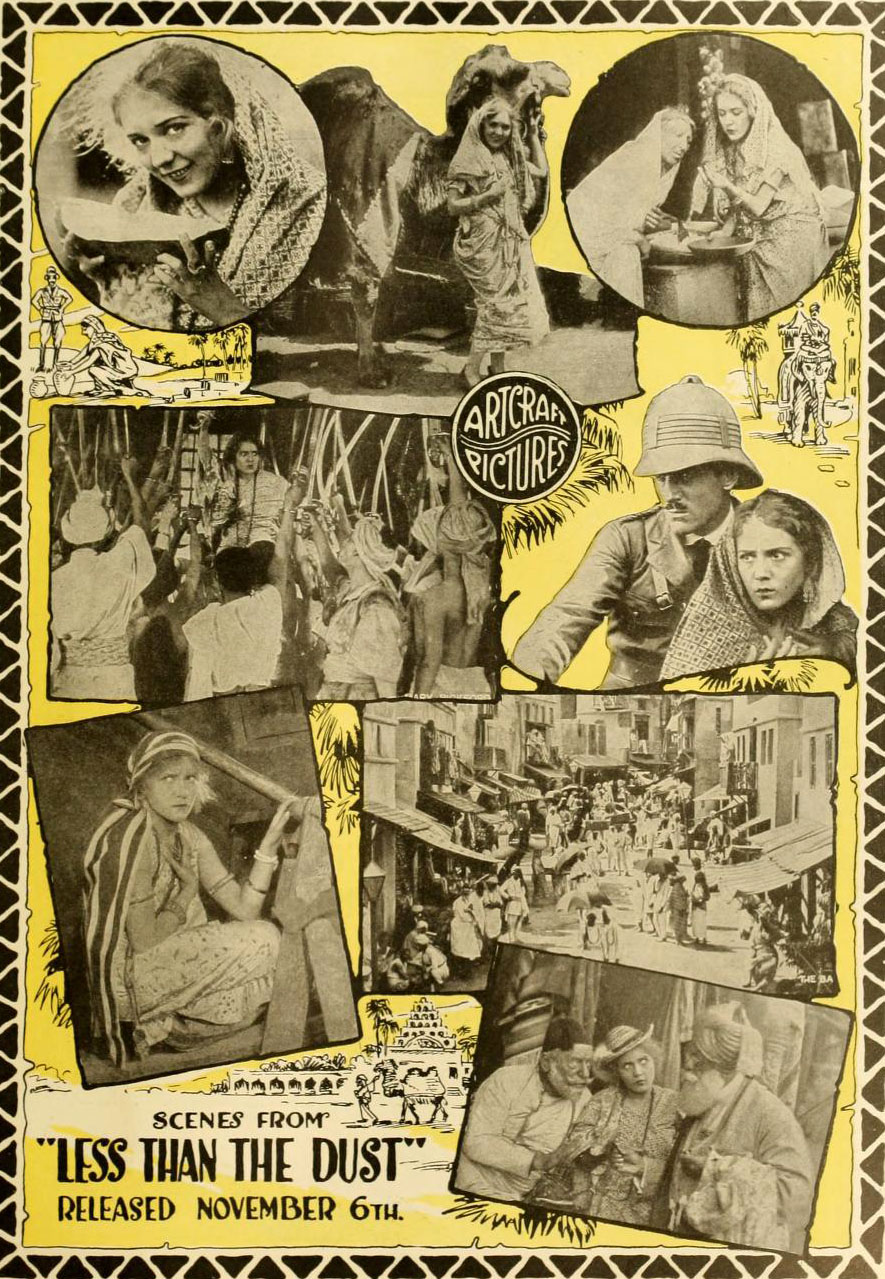
Publicité

Radha, une jeune Hindoue, se lie d'amitié avec le Capitaine Raymond Townsend pendant son service en Inde, mais il doit retourner en Angleterre pour s'occuper de la propriété d'un de ses oncles qui vient de mourir.

Ramlan, le fabricant d'épées qui a élevé Radha, est arrêté pour avoir fait partie d'une révolte contre la présence britannique. Avant d'être mis en prison, il décide de dire à Radha la véritable histoire de sa naissance : son père est en réalité le Capitaine Brooke, qui est mort d'une overdose, et dont la femme avait confié l'enfant à Ramlan. Radha alors pour l'Angleterre pour réclamer sa part d'héritage de feu son grand-père, qui se trouve être aussi l'oncle de Raymond. Ce dernier est charmé de découvrir que son amie hindoue est une femme blanche, et, après avoir partagé l'héritage avec Radha, il se marie avec elle. 

## Fiche technique
- Titre : Miss Bengali
- Titre original : Less Than the Dust
- Réalisation : John Emerson
- Assistants : Edwin L. Hollywood, Erich von Stroheim
- Scénario : Hector Turnbull
- Photographie : George W. Hill
- Musique : Edward J. Howe
- Production : Mary Pickford
- Société de production : Mary Pickford Film Corporation
- Société de distribution : Artcraft Pictures Corporation
- Pays d'origine :  États-Unis
- Langue originale : anglais
- Format : Noir et blanc — 35 mm — 1,37:1 - Muet
- Genre : Comédie dramatique
- Durée : 70 minutes
- Dates de sortie :  États-Unis : 6 novembre 1916
- Licence : domaine public

## Distribution
- Mary Pickford : Radha
- David Powell : Capitaine Richard Townsend
- Frank Losee : Capitaine Bradshaw
- Mary Alden : Mme Bradshaw
- Mario Majeroni : Ramlan
- Cesare Gravina : Jawan
- Francis Joyner : un clochard
- Russell Bassett : Ahmed
- Walter Morgan : Bhesstie
- Merceita Esmond : une commère
- Nathaniel Sack
- Erich von Stroheim

## Autour du film
- Il s'agit du premier film produit par une compagnie appartenant à Mary Pickford et aussi du premier film distribué par Artcraft Pictures